# سوپ کلم
سوپ کلم ممکن است به هر یک از انواع سوپ‌ها بر اساس کلم‌های مختلف یا کلم ترش گفته شود که در غذاهای ملی به نام‌های مختلف شناخته می‌شود. سوپ کلم اغلب یک سوپ سبزیجات است. ممکن است با مواد مختلفی تهیه شود. سوپ کلم گیاهی ممکن است از آب قارچ استفاده کند. یکی دیگر از انواع، استفاده از آب ماهی است. سوپ کلم سنتی با استفاده از آب گوشت خوک تهیه می‌شود.

## در غذاهای ملی
سوپ کلم در غذاهای روسی، لهستانی، اسلواکی و اوکراینی محبوب است.
سوپ کلم سوئدی معمولاً از کلم سفید تهیه می‌شود که قبل از جوشاندن قهوه ای می‌شود و با مقادیر زیادی فلفل دلمه ای چاشنی می‌شود و گاهی با کوفته‌های آب‌پز سرو می‌شود.
انواعی از سوپ به نام شچی (روسی: щи) یک غذای ملی روسیه است. در حالی که معمولاً از کلم ساخته می‌شود، غذاهایی با همین نام ممکن است بر اساس ترشک، اسفناج یا گزنه باشد. سوپ کلم ترش، برخلاف کلم تازه، «شچی ترش» نامیده می‌شود.

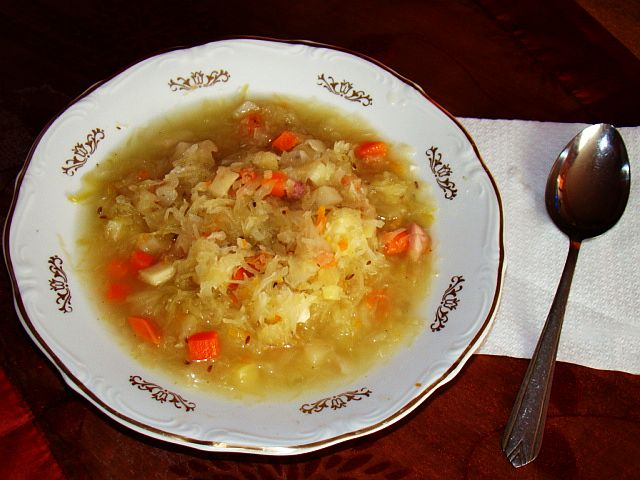
kapuśniak لهستانی
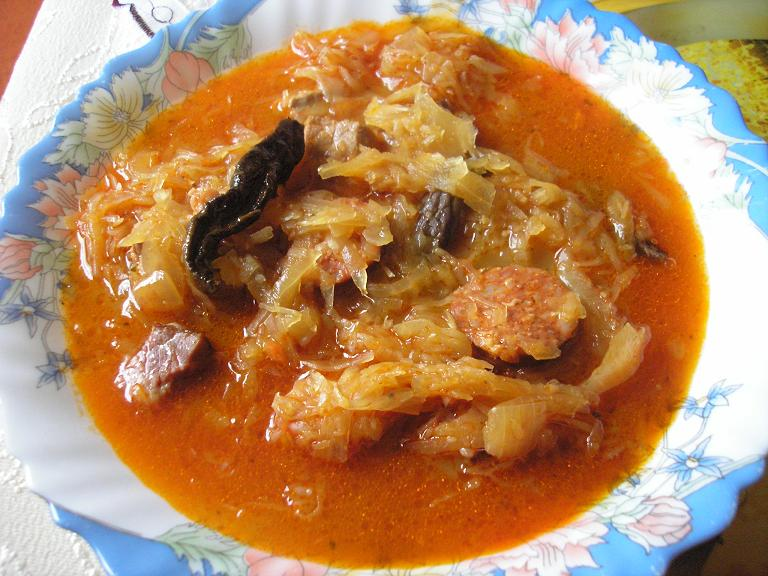
kapustnica اسلواکی
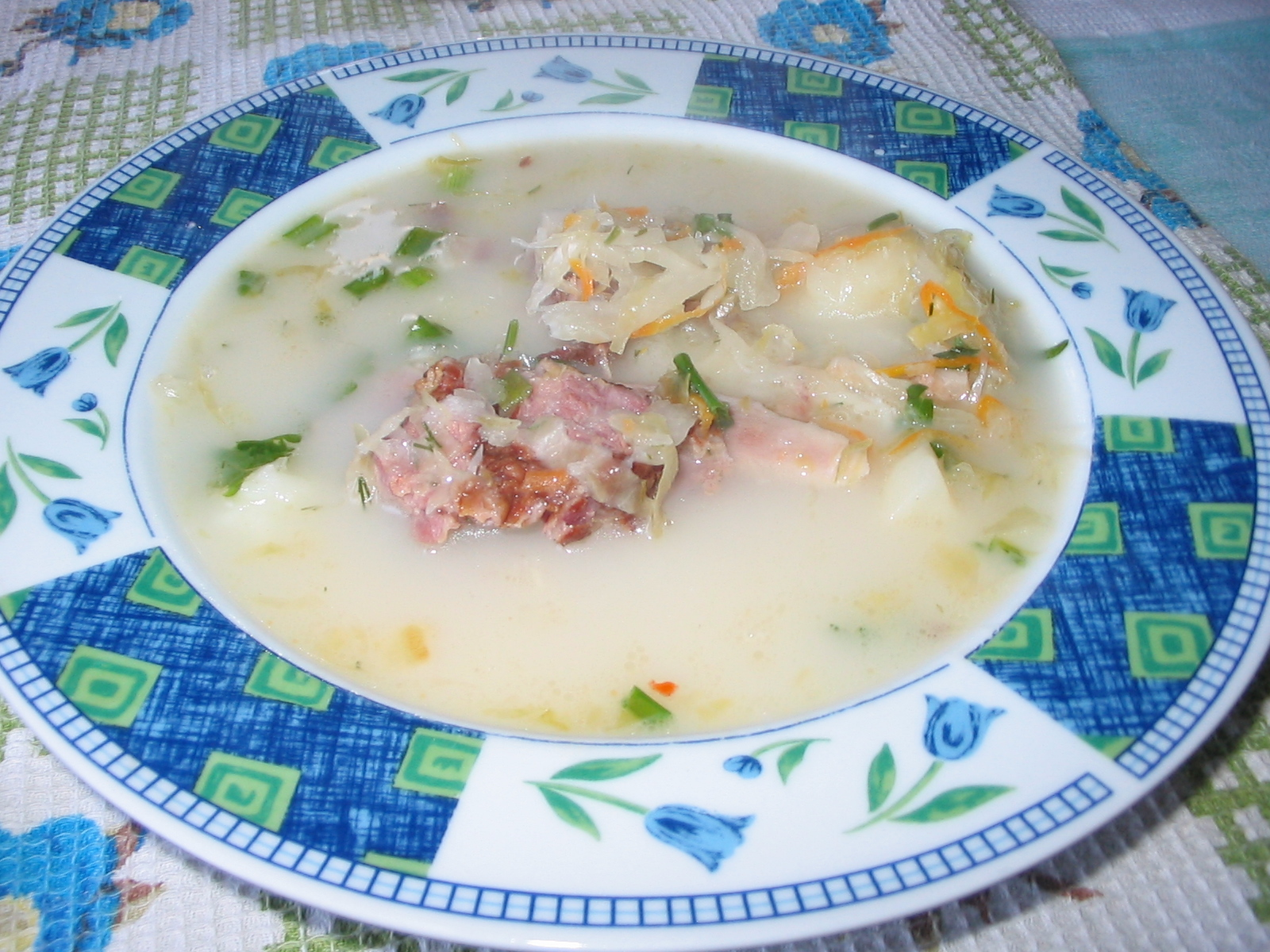
کاپوسنیاک اوکراینی

## تهیه کاپوسنیاک سنتی
کلم ترش آبکش شده و خرد شده در آب با گوشت خوک خرد شده، تکه‌های کالباس و کمی نمک پخته می‌شود تا گوشت تقریباً نرم شود. به جای گوشت از آبگوشت آماده نیز استفاده می‌شود. سپس سیب زمینی و هویج خرد شده را اضافه می‌کنیم و می‌پزیم تا پخته شود. رب گوجه فرنگی و ادویه جات ممکن است اضافه شود. در برخی مناطق سوپ با آرد و کره اضافه شده سرو می‌شود. کاپونیاک بدون چربی با ریشه و قارچ پخته می‌شود.
کاپوسنیاک به صورت گرم سرو می‌شود، در برخی مناطق با خامه ترش و با جعفری و شوید خرد شده پاشیده می‌شود.